# Martiniano Urriola
Martiniano Urriola (1823-San Bernardo, 25 de enero de 1888) fue un militar chileno que tuvo una importante trayectoria durante la Guerra del Pacífico (1879-1884).

## Biografía
Se incorporó a la academia militar en 1832 y participó en la Guerra contra la Confederación Perú-Boliviana (1836-1839), también en la comisión de su padre que fue enviado a Argentina como coordinador de las operaciones militares. El mismo participó en combates en la provincias de Jujuy bajo el mando de Alejandro Heredia. Tras su regreso a Chile participó bajo el mando de Manuel Bulnes en la Batalla de Portada de Guías, Batalla de Buin y en la Batalla de Yungay.
Tras la revolución de 1851 en que fue muerto su padre debió abandonar Chile y radicarse en Lima donde contrajo nupcias.
En 1854 se desempeñaba como intendente de la provincia de Colchagua.
Desde el 16 de noviembre de 1861 se desempeñó como gobernador del departamento de Caupolicán.
Fue comandante del Batallón Navales al inicio de la Guerra del Pacífico con el que combatió en las batallas de Dolores, Tacna, Chorrillos y Miraflores. En 1883 comandó una expedición que ocupó Ayacucho paralelamente a la Toma de Arequipa.